# 2000 AY150
2000 AY150 är en asteroid i huvudbältet som upptäcktes den 8 januari 2000 av LINEAR i Socorro County, New Mexico.
Asteroiden har en diameter på ungefär 14 kilometer.